# Гарланд (Тексас)
Гарланд (енгл. Garland) град је у америчкој савезној држави Тексас. Десети је по величини град у Тексасу. По попису становништва из 2010. у њему је живело 226.876 становника.

## Географија
Гарланд се налази на надморској висини од 168 m.

## Демографија
Према попису становништва из 2010. у граду је живело 226.876 становника, што је 11.108 (5,1%) становника више него 2000. године.
|                   | 2010.            | 2000.            |
| Укупно            | 226 876 (100,0%) | 215 768 (100,0%) |
| Хиспаноамериканци | 85 784 (37,81%)  | 55 192 (25,58%)  |
| Белци             | 83 259 (36,70%)  | 114 985 (53,29%) |
| Афроамериканци    | 32 980 (14,54%)  | 25 609 (11,87%)  |
| Азијати           | 21 352 (9,411%)  | 15 806 (7,325%)  |
| Остали            | 3 501 (1,543%)   | 4 176 (1,935%)   |